# Жорстока, жорстока любов
«Жорстока, жорстока любов» (англ. Cruel, Cruel Love) — американський короткометражний фільм за участю Чарлі Чапліна. Вийшов у прокат 26 березня 1914 року.

## Сюжет
Лорд Хелпус робить пропозицію своїй коханій та дарує обручку. На відході він допомагає служниці, яка підвернула ногу, але кохана в ревнощах повертає йому каблучку. Повернувшись додому лорд з відчаю приймає отруту та уявляє собі адські страждання у потойбічному світі. Тим часом леді усвідомлює свою помилку та посилає свого двірника з листом до лорда. Дізнавшись, що це було звичайне непорозуміння, лорд кличе лікаря. Коли з'являються лікар та леді, ключник зі сміхом повідомляє, що дав хазяїнові замість отрути звичайну воду.

## У ролях
- Чарлі Чаплін — лорд Гелпус / містер Даві
- Едгар Кеннеді — ключник
- Мінта Дарфі — леді
- Ева Нельсон — служниця
- Глен Кавендер — лікар
- Вільям Гобер — садівник